# 우리 엄마 최고
"우리 엄마 최고"는 한국에서 제작된 박상호 감독의 1964년 영화이다. 황정순 등이 주연으로 출연하였고 안태식 등이 제작에 참여하였다.

## 출연

### 주연
- 황정순
- 김동원
- 엄앵란
- 강미애

## 기타
- 원작자: 유호
- 조명: 방한기
- 미술: 홍성칠